# Hammerabates rotundus
Hammerabates rotundus är en kvalsterart som beskrevs av Sandór Mahunka 1983. Hammerabates rotundus ingår i släktet Hammerabates och familjen Scheloribatidae. Inga underarter finns listade i Catalogue of Life.